# 張健 (民運人士)
張健（1970年11月11日—2019年4月18日），男，北京通州人，中华人民共和国持不同政见者和人权捍卫者，1989年参与六四事件，担任学生纠察队总指挥。後流亡法國巴黎，生前曾担任民主中国阵线副主席。

## 生平

### 早先經歷

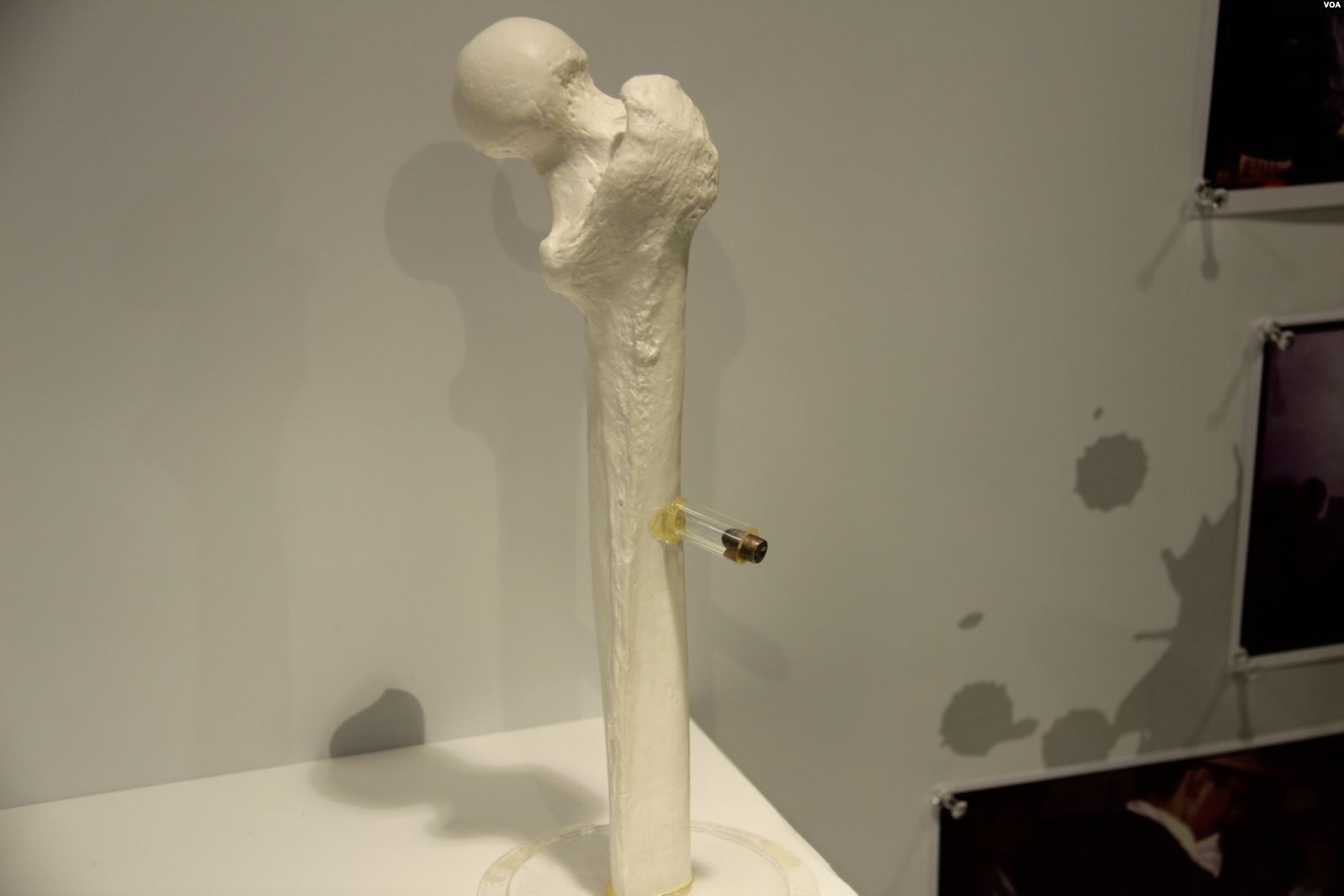
香港六四纪念馆展出的从张健腿部取出的子弹

1988年，張健是北京崇文区重点广渠门中学学生，北京体育馆体校运动员。1989年，被提前选召北京体育学院，同年4月，參加天安门民主运动。6月4日凌晨在天安門廣場東管理台对面，在戒严部队包围天安门广场，張健和戒严部队面对，保护六四同学的时候，被戒严部队部队中校军官，射出的流弹片击中右腿股骨干上三分之一处，導致股骨幹上三分之一處粉碎性骨折。這顆子彈沒有貫穿，而是留在了张健體內19年，在2008年法国巴黎军医院取出来。六四中枪後，广场学生把张健推到北京同仁医院，张健后来提供大量的在医院的证明和收费单。送至北京同仁醫院之后，同车的另外三人都死亡。张健在同仁醫院養傷九十天，张健取出的子弹，和X光照片，还有住院的收费单据，出院和诊断单据，现在都在香港六四纪念馆展览收藏。

### 國外生活
2001年5月，張健流亡法國。
2008年11月22日，張健在巴黎取出了自己身體里唯一的一块弹片，并表示自己就是六四屠殺的證據。
2010年12月10月，张健赴挪威首都奥斯陆出席了挪威诺贝尔委员会为刘晓波举办的2010年诺贝尔和平奖颁奖典礼。
2017年12月19月，与巴黎记者韩荣利一起报导了六四诗人老木刘卫国被绑架案的细节。 （页面存档备份，存于）[https://twitter.com/zhangjian8964/status/943337754875842561 （页面存档备份，存于）

### 逝世
2019年，張健规划于3、4月间访问印度和其他东南亚国家。但在3月初前往印度时，由于签证信息有误导致被遣返欧洲。之后，他于3月中期另乘航班再飞亚洲。
4月15日，張健结束亚洲之旅，本打算从泰国曼谷直飞巴黎，但由于其所订购机票的最后一段航程并未使用，因而被法航拒绝登机。补购机票后，乘坐转道中东阿曼到达巴黎的航班。据德警方信息，张健在4月16日所搭乘的中东阿曼航空公司（Oman Air）的WY131航班、从阿曼首都马斯喀特飞往法国巴黎的途中，突发严重症状。航班为此紧急降落德國慕尼黑，并将張健送至附近的慕尼黑大学的附属医院进行急救。
2019年4月18日，张健最终不治身亡，根据初步医监，其直接死因被归类为“败血症”（Sepsis）。
4月23日，同为异议人士的张健友人韩荣利在法国巴黎发推表示：张健过世的消息是由法国驻德国大使馆通知法国警方，警察再找到张健的房东通知的噩耗。
由于早先报道，張健之前就被发现存在肝脏相关疾病，而且可能因肝腹水而导致昏迷。故此，相关方面提起了正式尸检的要求，关于张健的具体死因，目前仍然由德國警方在調查之中。
封从德、胡平、李洪宽、廖亦武、盛雪、谭作人、唐柏桥、王丹、韩荣利、王军涛、魏京生、张伯笠、周锋锁等诸多中华人民共和国异议人士都对张健的去世表达惋惜和哀悼之意。 （页面存档备份，存于）。

## 外部連結
- 張健的推特賬號 （页面存档备份，存于） 推特
- 張健時評 （页面存档备份，存于） 看中國中國新聞
- 張健的相關資料 （页面存档备份，存于） 六四檔案